# Hugo Simon

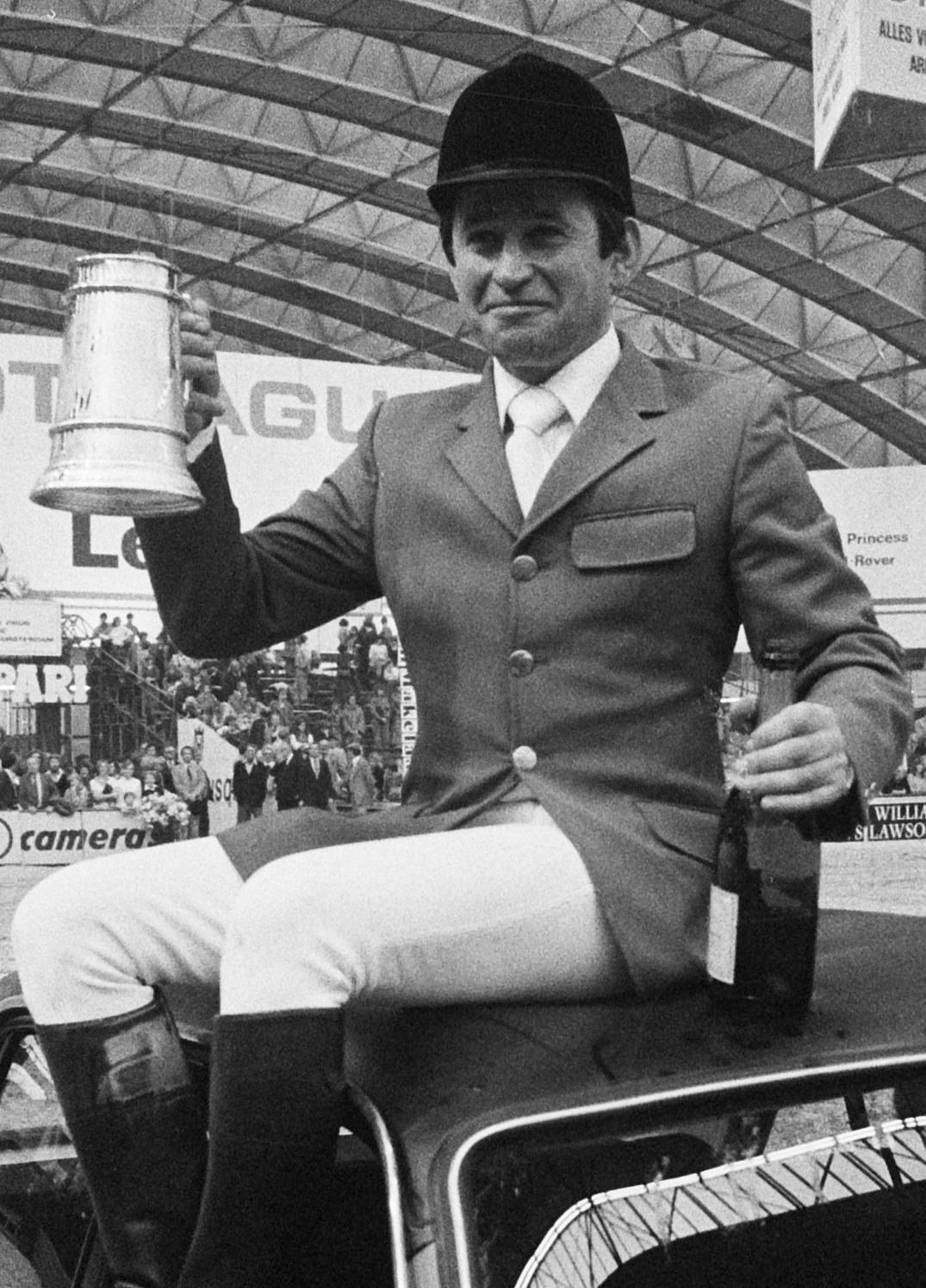
Jumping Amsterdam 1978; winnaar Hugo Simon met prijs

Hugo Simon (Krumwasser (Křivá-Voda, Tsjechië), 3 augustus 1942) is een Oostenrijks springruiter. Hij is woonachtig in Weisenheim am Sand.
Zijn ouders werden na de Tweede Wereldoorlog uit Tsjechië verdreven en kwamen met Hugo in Hessen terecht. Zijn vader was paardenhandelaar, daardoor kon hij al op achtjarige leeftijd beginnen met paardrijden. Met behulp van bekende trainers werkte hij zich in de Duitse paardensportwereld omhoog, en wilde bij de Olympische Zomerspelen van 1972 in München starten. Voor Duitsland werd hij echter alleen als reserve opgesteld, daarom nam hij de Oostenrijkse nationaliteit aan en kon hij voor Oostenrijk starten.
Toen aan het eind van de tachtiger jaren het sponsorschap met de Liechtensteiner advocaat Batliner verbroken werd, dacht Simon eraan om met de springsport te stoppen en wilde meer energie in zijn bouwbedrijf steken. De ruiterij liet hem echter niet los en zo bereikte hij op zijn Hannoveraner vosruin E.T. zijn grootste successen.
Simon won driemaal de wereldcupfinale, in 1979, 1996 en 1997.
Zijn kracht ligt niet alleen in deze enkele successen, maar hij weet zich meer dan dertig jaar constant bij de wereldtop te handhaven.

## Erelijst (selectie)
- Olympische Spelen
  - 1972 - München: vierde plaats individueel met Lavendel
  - 1976 - Montreal: vijfde plaats individueel, elfde plaats in teamverband met Lavendel
  - 1992 - Barcelona: tweede plaats in teamverband met Apricot D
  - 1996 - Atanta: vierde plaats individueel met E.T.
  - Bij de alternatieve Olympiade in Rotterdam 1980: eerste plaats

- Wereldkampioenschappen
  - 1974 - Hickstead: derde plaats
  - 1986 - Aken: zesde plaats

- Wereldcup
  - 1979 - Göteborg: eerste plaats met zijn paard Gladstone
  - 1980 - Baltimore: vierde plaats
  - 1981 - Birmingham: derde plaats met Gladstone
  - 1982 - Göteborg: derde plaats ex aequo met de Britse ruiter John Whitaker
  - 1983 - Wenen: tweede plaats met Gladstone
  - 1985 - Berlijn: vijfde plaats
  - 1986 - Göteborg: zesde plaats
  - 1994 - 's-Hertogenbosch: vierde plaats met Apricot D 
  - 1996 - Genève: eerste plaats
  - 1997 - Göteborg: eerste plaats met E.T.
  - 1998 - Helsinki: achtste plaats

- Europese kampioenschappen
  - 1975: vierde plaats
  - 1977: tiende plaats
  - 1978: derde plaats
  - 1983: vijfde plaats individueel, zesde plaats in teamverband
  - 1985: vijfde plaats
  - 1993: vijfde plaats
  - 1997: tweede plaats

- CHIO Aken
  - 1996: tweede plaats
  - 1998: eerste plaats (en daarmee zegevierde hij in de Pulsar Crown, die met 800.000,- US-dollar de hoogstgewaardeerde trofee in de internationale springsport is.)

- Oostenrijkse landskampioenschappen
  - Kampioen in de jaren: 1972, 1973, 1974, 1976, 1978, 1985, 1988, 1989, 1991, 1992